# Krieau (métro de Vienne)
Krieau (en allemand : U-Bahn-Station Krieau) est une station de la ligne U2 du métro de Vienne. Elle est située sur la Vorgartenstrasse, sur le territoire du IIe arrondissement Leopoldstadt , à Vienne en Autriche. Elle dessert notamment le stade Ernst-Happel. Elle dessert notamment le Messe Wien (de) et l'hippodrome de Krieau.
Mise en service en 2008, elle est desservie par les rames de la ligne U2 du métro de Vienne, qui depuis le 28 mai 2021 ont pour terminus ouest provisoire Schottentor, avant l'ouverture du prolongement de la ligne prévu de 2028 à 2032.

## Situation sur le réseau

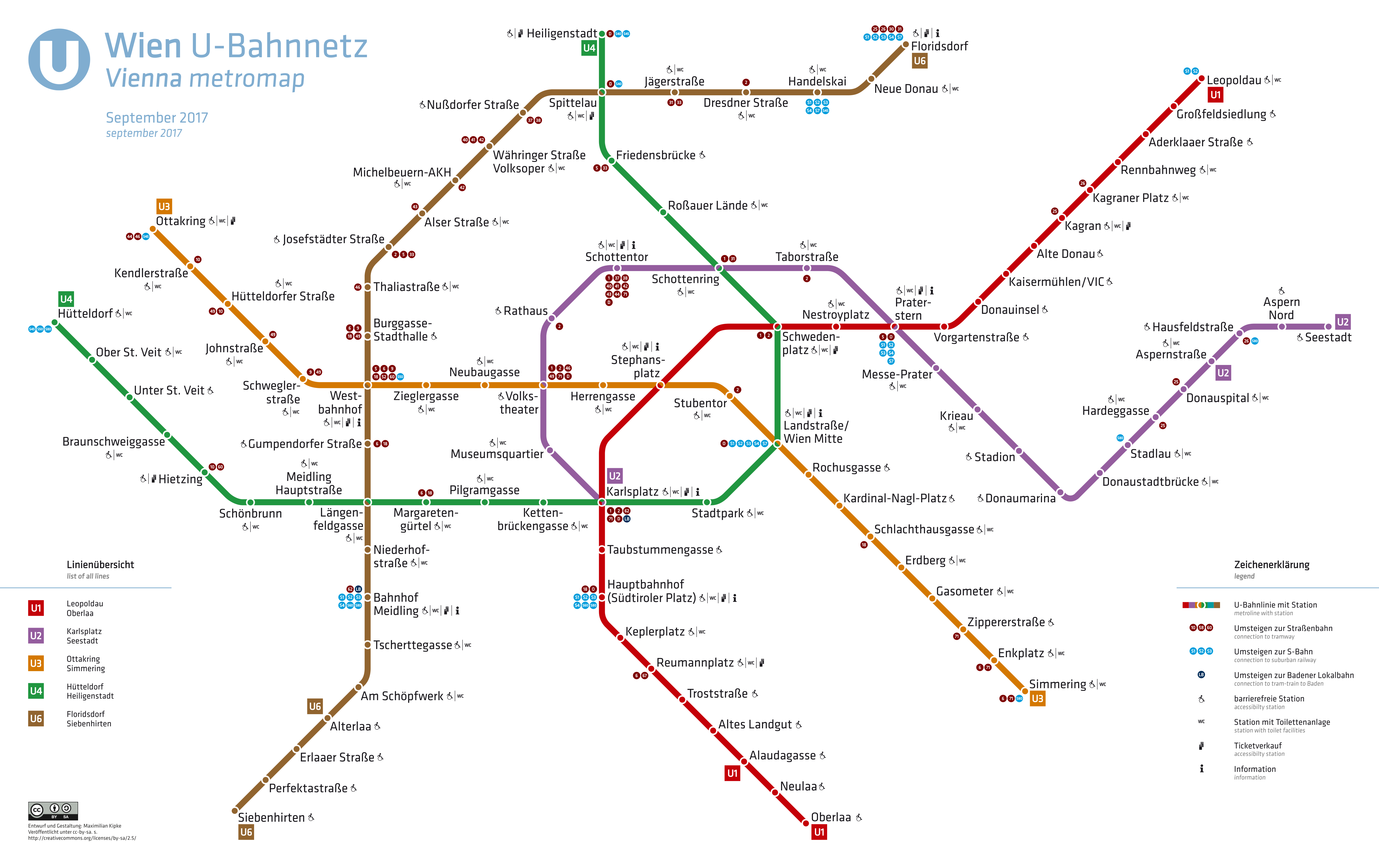
Plan du métro (2017).

Établie en aérien, Krieau est une station de passage de la ligne U2 du métro de Vienne, elle est située entre la station Stadion, en direction du terminus est Seestadt, et la station Messe-Prater, en direction du terminus ouest Schottentor.
Elle dispose d'un quai central encadré par les deux voies de la ligne.

## Histoire
La station Krieau est mise en service le 10 mai 2008, lors de l'ouverture à l'exploitation du prolongement de Schottenring au nouveau terminus provisoire Stadion.
Le 28 mai 2021, la ligne est modifiée, son terminus est reste Seestadt mais son terminus ouest devient provisoirement Schottentor, après la fermeture pour travaux de la section de Schottentor à Karlsplatz. Ceci ayant lieu dans le cadre du réaménagement de cette portion de ligne et des stations pour son intégration dans la nouvelle ligne U5 automatique et la construction d'un nouveau prolongement de la ligne U2 dont l'ouverture programmée s'échelonne de 2028 à 2032,.

## À proximité
- Messe Wien (de)
- Hippodrome de Krieau